# Abadia de Saint-Germain-des-Prés

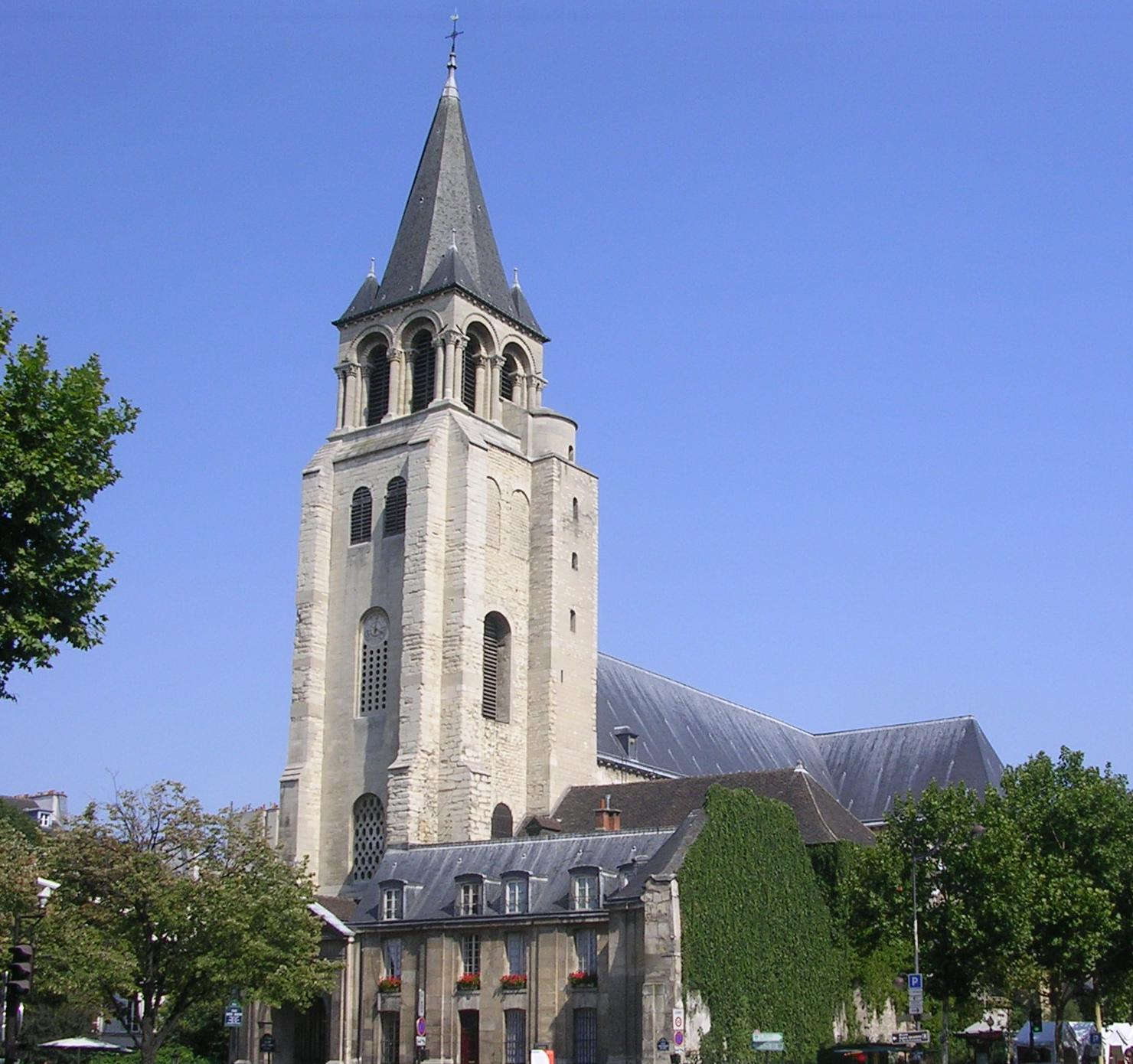
Vista da igreja da antiga abadia com a torre românica

A Abadia de Saint-Germain-des-Prés foi um estabelecimento monástico medieval de grande importância, fundado no século VI junto a Paris. O grande remanescente da abadia é a igreja, a mais antiga da cidade ainda de pé, localizada no bairro parisiense de Saint-Germain-des-Prés.

## História

### Idade Média
A abadia beneditina foi fundada em meados do século VI pelo rei de Paris, Quildeberto I, da dinastia merovíngia. Segundo se conta, o estabelecimento foi criado para guardar relíquias de São Vicente de Saragoça e um relicário com um pedaço da Cruz de Cristo, obtidas pelo rei numa expedição militar pela Hispânia visigoda. Devido a isso, a abadia foi inicialmente dedicada a São Vicente e à Santa Cruz. 

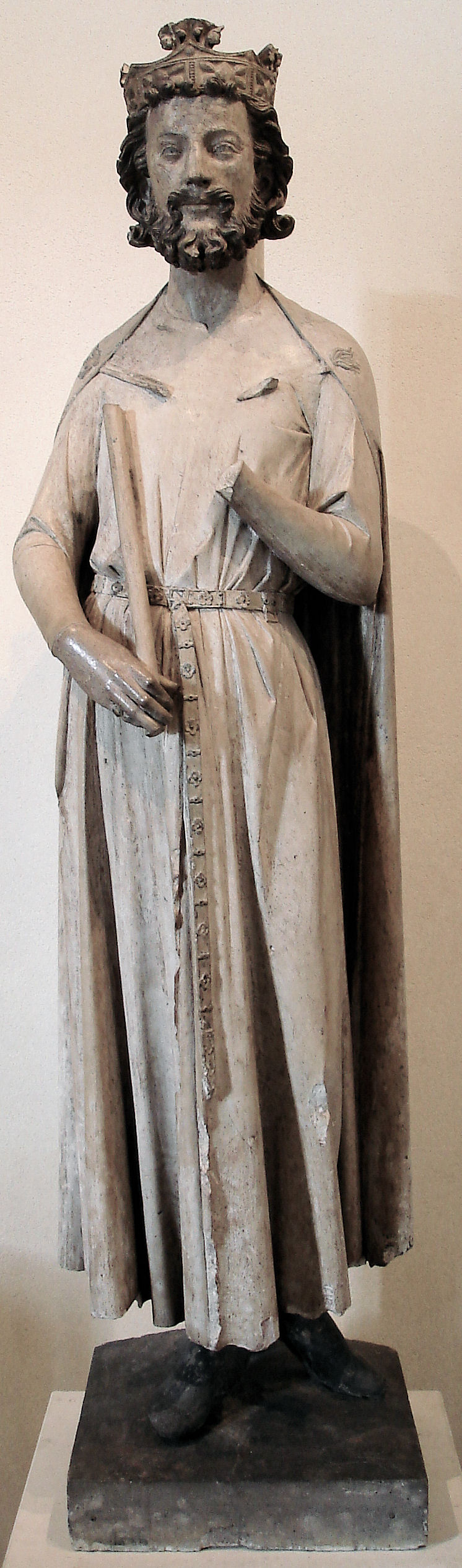
Estátua de pedra do século XIII representando o rei Quildeberto, fundador da abadia. Proveniente da entrada do refeitório, atualmente no Museu do Louvre

A consagração da abadia foi realizada em 558 por Germano, bispo da cidade. Neste mesmo ano morreu o rei franco, que foi sepultado no novo edifício, inaugurando assim o uso da abadia como necrópole real. Vários membros da dinastia merovíngia de Paris foram sepultados ali, como Quilperico I (584) e sua rainha Fredegunda (597), Clotário II (629), Quilderico II (673) e sua esposa Biliquilda (675).

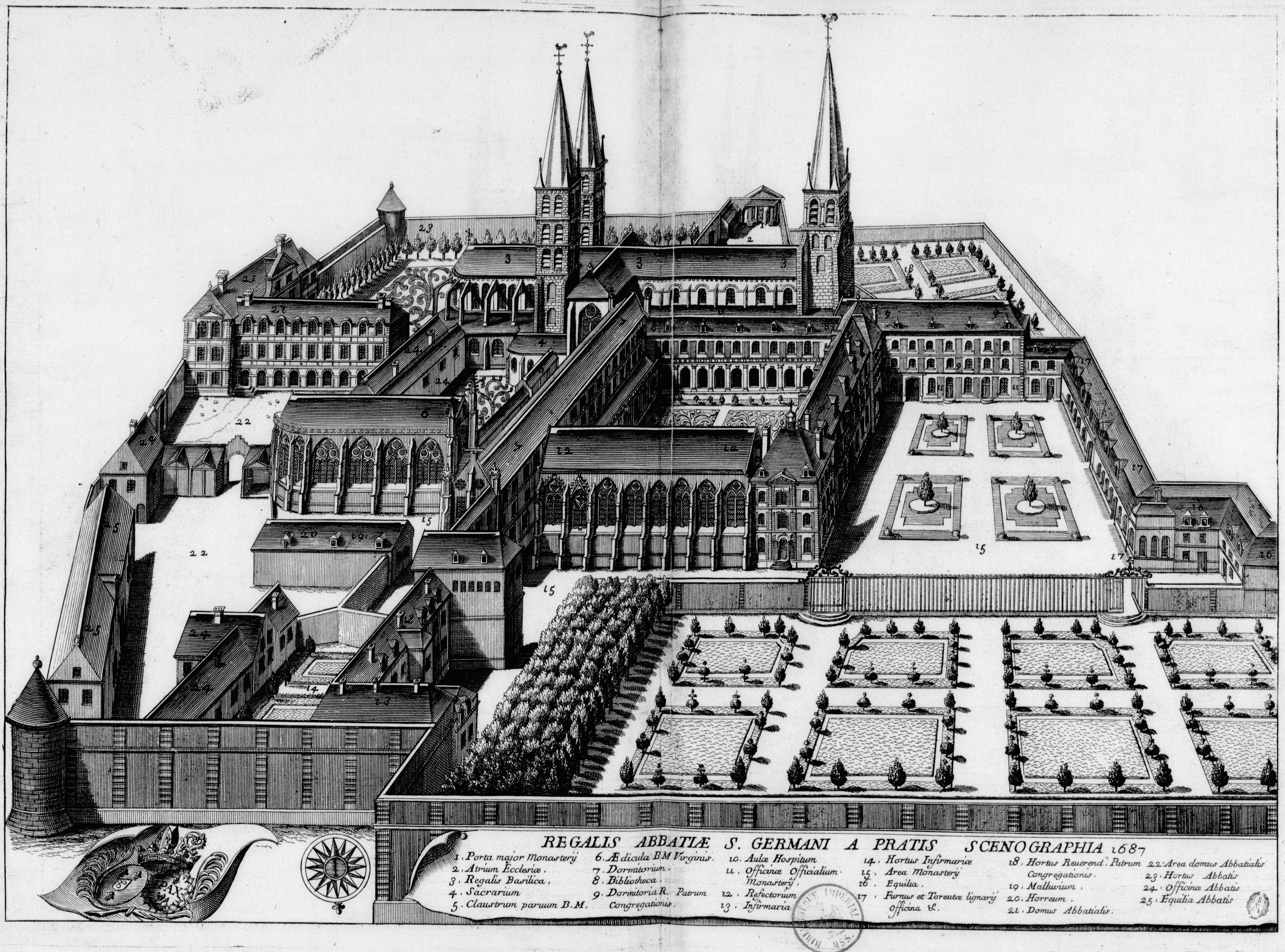
Vista da Abadia em 1687. Praticamente o único que resta atualmente é a igreja

Germano de Paris, o bispo que consagrou a abadia em 558, foi também sepultado ali após seu falecimento em 576. Após sua morte, surgiu uma devoção ao redor de Germano, com os fiéis peregrinando para ver seu túmulo, o que levou a sua canonização. Seus restos foram transladados em 755 para a área detrás do altar principal da igreja, em presença do rei carolíngio Pepino o Breve e seus filhos Carlos (futuro Carlos Magno) e Carlomano. A partir de então a abadia começou a ser conhecida unicamente como Saint-Germain-des-Prés. "des-Prés" ("dos prados") significa que a abadia estava localizada fora dos limites da cidade.
Na segunda metade do século IX, ainda em época dos carolíngios, a abadia foi assaltada várias vezes pelos normandos. Um dos monges da época, Abão, o Curvo, escreveu em finais do século IX um importante poema que relata o cerco que sofreu Paris pelos normandos nos anos 885 e 886.
Muitas reformas foram realizadas na igreja ao longo da Idade Média, começando pela reforma românica da torre por volta do ano 1000, na época de Morard (abade entre 990-1014). Nos séculos XI e XII a igreja foi totalmente reconstruída: a nave data do século XI, provavelmente da época do abade Guilherme de Volpiano (1025-1030). O transepto e o cruzeiro também são do século XI, enquanto que o coro com deambulatório e capelas radiantes, em estilo gótico inicial, data provavelmente dos anos 1140. O portal gótico, localizado sob a torre românica da entrada, data dos anos 1160.

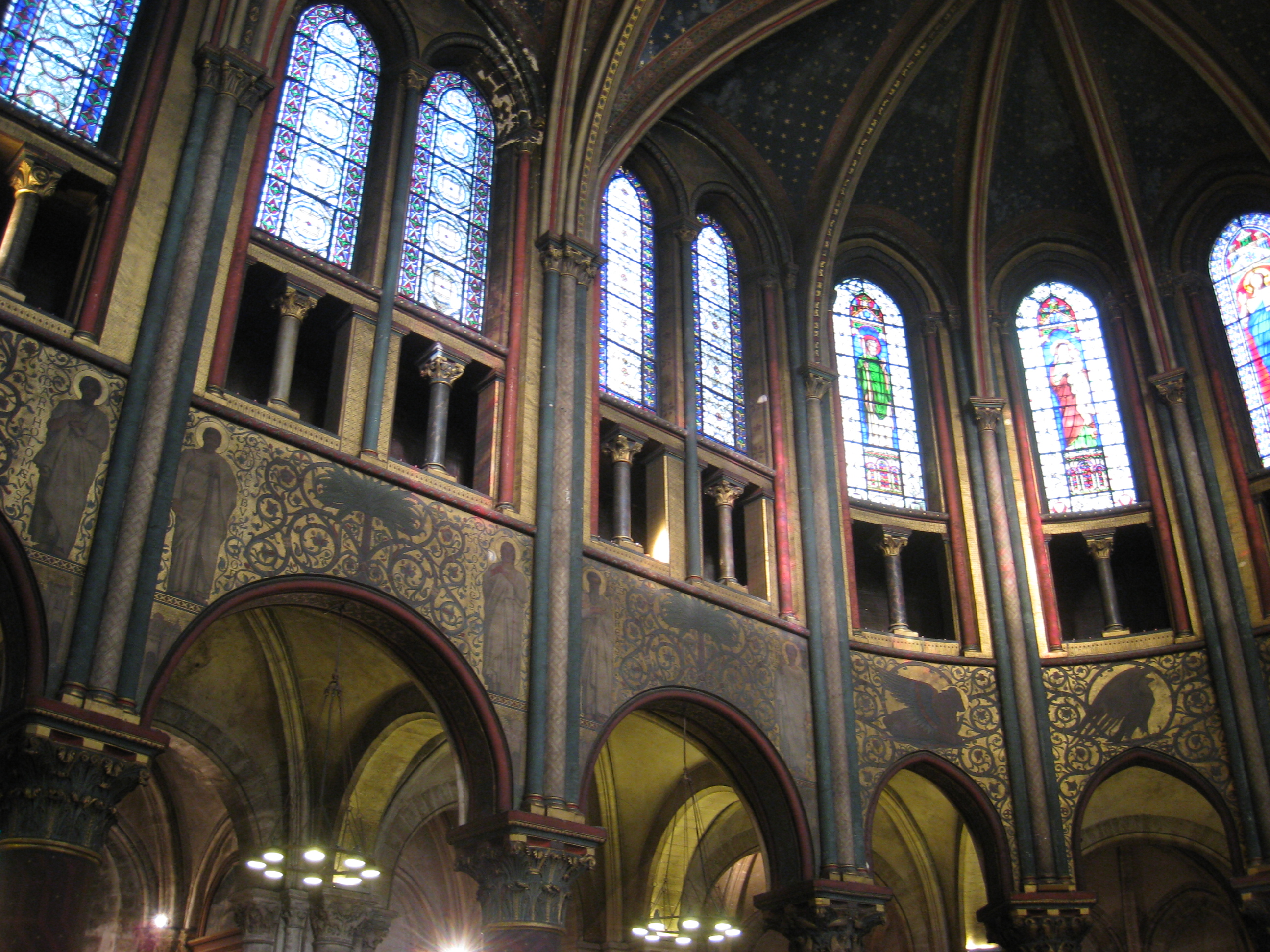
Parte superior do deambulatório e coro da igreja

### Idade Moderna
No século XVII estabeleceu-se na abadia a Ordem de São Mauro, que transformou-a num dos principais centros intelectuais da França. Os Mauristas revolucionaram os estudos da história, baseando-se no rigor da leitura das fontes documentais. Entre estes intelectuais destacaram-se Jean Mabillon e Bernard de Montfaucon.
Os mauristas também realizaram grandes obras na abadia, muitas vezes respeitando o estilos arquitetónicos anteriores. A abóbada das naves, por exemplo, foi refeita na década de 1640 imitando o estilo gótico do coro.
Um dos abades no século XVII foi um antigo rei da Polônia, João II Casimiro Vasa, que abdicou ao trono em 1668. Sua tumba localiza-se no transepto da igreja.
A abadia ocupava uma enorme área em 1790, quando foi dissolvida durante a Revolução Francesa. Nessa época o complexo monástico foi ocupado por uma fábrica de salitre, e explosões acidentais causaram grande destruição. A maior parte dos edifícios se perdeu, restando apenas a igreja com uma pequena parte do claustro e o palácio abacial, construído em 1586 pelo arquiteto Guillaume Marchand para o abade de então, Carlos de Bourbon.
No século XIX, a igreja foi reformada e redecorada com pinturas murais. As torres medievais que flaqueavam o transepto foram demolidas.
Desde 1819 a tumba do filósofo René Descartes (1596-1650) localiza-se numa capela do deambulatório.